# فابيو روبرتو غوميز نتو
فابيو روبرتو غوميز نتو (بالبرتغالية: Fábio Roberto Gomes Netto‏) هو لاعب كرة قدم برازيلي في مركز الهجوم، ولد في 25 مايو 1997 في ساو باولو في البرازيل. لعب مع Oeste Futebol Clube ‏.

## وصلات خارجية
- فابيو روبرتو غوميز نتو على موقع رابطة كرة القدم اليابانية للمحترفين (اليابانية)
- فابيو روبرتو غوميز نتو على موقع الدوري الأمريكي (الإنجليزية)
- فابيو روبرتو غوميز نتو على موقع قاعدة بيانات كرة القدم.إي يو (الإنجليزية)
- فابيو روبرتو غوميز نتو على موقع Soccerway.com (الإنجليزية)
- فابيو روبرتو غوميز نتو على موقع عالم كرة القدم.نت (الإنجليزية)